# Olympische Sommerspiele 1980/Teilnehmer (Trinidad und Tobago)
| Gelbes Symbol für Goldmedaillen mit stilisierten Olympischen Ringen | Graues Symbol für Silbermedaillen mit stilisierten Olympischen Ringen | Braundes Symbol für Bronzemedaillen mit stilisierten Olympischen Ringen |
| ------------------------------------------------------------------- | --------------------------------------------------------------------- | ----------------------------------------------------------------------- |
| —                                                                   | —                                                                     | —                                                                       |

Trinidad und Tobago nahm an den Olympischen Sommerspielen 1980 in Moskau, UdSSR, mit einer Delegation von neun Sportlern (allesamt Männer) teil.

## Teilnehmer nach Sportarten

### Leichtathletik
- Christopher Brathwaite
100 Meter: Halbfinale
200 Meter: Viertelfinale
4 × 100 Meter: Vorläufe

- Hasely Crawford
100 Meter: Viertelfinale
4 × 100 Meter: Vorläufe

- Frank Adams
100 Meter: Halbfinale

- Andrew Bruce
200 Meter: Halbfinale
4 × 100 Meter: Vorläufe

- Mike Solomon
400 Meter: 6. Platz
4 × 400 Meter: 6. Platz

- Joseph Coombs
400 Meter: 8. Platz
4 × 400 Meter: 6. Platz

- Edwin Noel
4 × 100 Meter: Vorläufe

- Rafer Mohammed
4 × 400 Meter: 6. Platz

- Charles Joseph
4 × 400 Meter: 6. Platz